# Copiphana oliva
Copiphana oliva là một loài bướm đêm trong họ Noctuidae.